# جوزيب ماريا فاليس
جوزيب ماريا فاليس (ولد في 1940، برشلونة) أكاديمي وسياسي إسباني.

## الحياة المهنية
درس فاليس القانون والعلوم السياسية في باريس وإدارة الأعمال في برشلونة. وهو أستاذ فخري في العلوم السياسية والإدارة في جامعة برشلونة المستقلة، حيث كان عميدًا لكلية العلوم السياسية وعلم الاجتماع (1985-1990) ورئيس الجامعة (1990-1994). كان فاليس رئيسًا للجمعية الإسبانية للعلوم السياسية والإدارة وعضوًا في المجلس التنفيذي للاتحاد الأوروبي للبحوث السياسية. تركزت اهتماماته البحثية على النظم والسلوك الانتخابي والحكومة المحلية والسياسة العامة. تم انتخاب فاليس لعضوية برلمان كاتالونيا في عام 1999 وأعيد انتخابه في عام 2003، كمرشح برشلونة عن جمعية سيوتادانس بيل كانفي وهي جمعية مدنية. في عام 2003 تم تعيينه وزيرا للعدل في الحكومة الكتالونية برئاسة باسكوال مارغال. فاليس متزوج وله ولدان (أوريول وماريوس).